# Линсдорф
Линсдо́рф (фр. Linsdorf) — коммуна на северо-востоке Франции в регионе Гранд-Эст (бывший Эльзас — Шампань — Арденны — Лотарингия), департамент Верхний Рейн, округ Альткирш, кантон Альткирш. До марта 2015 года коммуна административно входила в состав упразднённого кантона Феррет (округ Альткирш).
Площадь коммуны — 3,36 км², население — 310 человек (2006) с тенденцией к росту: 322 человека (2012), плотность населения — 95,8 чел/км².

## Население
Численность населения коммуны в 2011 году составляла 320 человек, а в 2012 году — 322 человека.
| 1962 | 1968 | 1975 | 1982 | 1990 | 1999 | 2006 | 2011 | 2012 |
| ---- | ---- | ---- | ---- | ---- | ---- | ---- | ---- | ---- |
| 197  | 184  | 174  | 206  | 226  | 305  | 310  | 320  | 322  |

Динамика населения:

## Экономика
В 2010 году из 216 человек трудоспособного возраста (от 15 до 64 лет) 165 были экономически активными, 51 — неактивными (показатель активности 76,4 %, в 1999 году — 79,2 %). Из 165 активных трудоспособных жителей работали 154 человека (82 мужчины и 72 женщины), 11 числились безработными (4 мужчины и 7 женщин). Среди 51 трудоспособных неактивных граждан 19 были учениками либо студентами, 11 — пенсионерами, а ещё 21 — были неактивны в силу других причин.
На протяжении 2011 года в коммуне числилось 130 облагаемых налогом домохозяйств, в которых проживало 317,5 человек. При этом медиана доходов составила 29397 евро на одного налогоплательщика.